# جاك دونكان
جاك دونكان (بالإنجليزية: Jack Duncan)‏ ، لاعب كرة قدم أسترالي، لعب سابقاً في نادي القادسية في دوري المحترفين السعودي.

## وصلات خارجية
- جاك دونكان على موقع قاعدة بيانات كرة القدم.إي يو (الإنجليزية)
- جاك دونكان على موقع Soccerway.com (الإنجليزية)
- جاك دونكان على موقع عالم كرة القدم.نت (الإنجليزية)